# الاحتلال السوفيتي للاتفيا عام 1940
يشير الاحتلال السوفيتي للاتفيا عام 1940 إلى الاحتلال العسكري لجمهورية لاتفيا من قبل الاتحاد السوفيتي بموجب أحكام اتفاق مولوتوف ريبنتروب عام 1939 بين السوفيت وألمانيا النازية، وبروتوكوله الإضافي السري الموقّع في أغسطس 1939. جرى الاحتلال بموافقة المحكمة الأوروبية لحقوق الإنسان، وحكومة لاتفيا، ووزارة الخارجية الأمريكية، والاتحاد الأوروبي. أدان الاتحاد السوفيتي عام 1989 البروتوكول السري لعام 1939 بينه وبين ألمانيا النازية، والذي أسفر عن احتلال السوفيت دول البلطيق الثلاثة، متضمنةً لاتفيا.

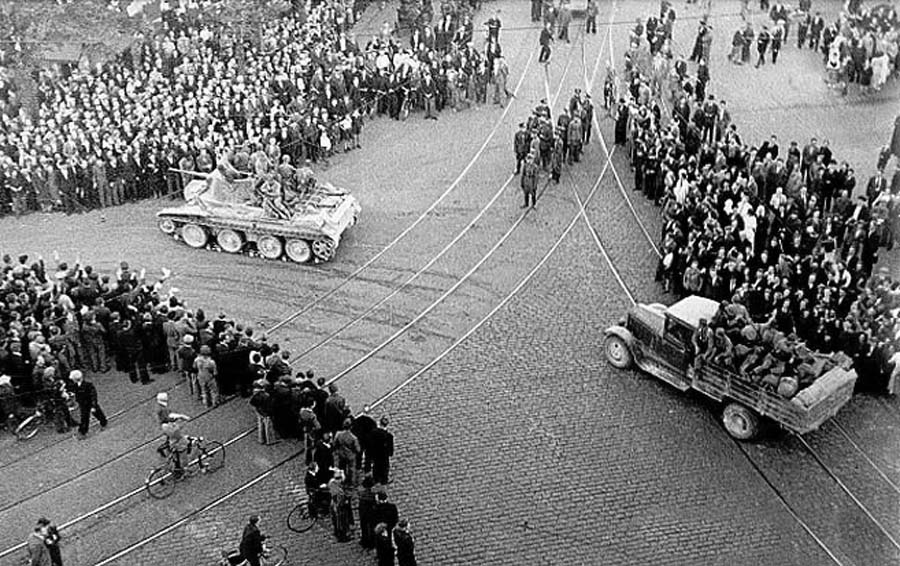
عربة بي تي-7 تابعة لقوات الاحتلال السوفيتي في ريغا عام 1940

في يوليو 1989، سارت البلاد على طريق استعادة استقلالها، لتتمكن لاتفيا من تحقيق سيادتها الكاملة في عام 1991 بعد تفكك الاتحاد السوفيتي. شهد يوم 22 أغسطس 1996 تبني البرلمان اللاتفي إعلانًا نصّ على اعتبار الاحتلال السوفيتي للبلاد في عام 1940 احتلالًا عسكريًا ضمّ السوفيت على إثره لاتفيا بصورة غير شرعية.

## الخلفية

### 1918-1939: الخلفية التاريخية
أعلنت لاتفيا استقلالها في 18 نوفمبر 1918 في أعقاب الثورة الروسية عام 1917. وقّعت لاتفيا وروسيا السوفيتية (سلف الاتحاد السوفيتي) معاهدة سلام في 11 أغسطس 1920 بعد حرب الاستقلال التي دامت طويلًا. نصّت المادة الثانية من المعاهدة على «اعتراف روسيا السوفيتية دون تحفظات باستقلال دولة لاتفيا وسيادتها وتنازلها طواعيةً وإلى الأبد عن جميع الحقوق السيادية (...) لصالح شعب لاتفيا وأراضيها». اعترف المجلس الأعلى للحلفاء (فرنسا، وبريطانيا العظمى، وإيطاليا، واليابان، وبلجيكا) باستقلال لاتفيا دبلوماسيًا في 26 يناير 1921، وحذت دول أخرى حذو المجلس لاحقًا. قُبلت عضوية لاتفيا في عصبة الأمم في 22 سبتمبر 1921، وبقيت عضوًا حتى الحلّ الرسمي للعصبة في عام 1946. وُقّعت معاهدة عدم اعتداء مع الاتحاد السوفيتي في 5 فبراير 1932، مرتكزةً على معاهدة 11 أغسطس 1920 التي شكلت مبادئها الأساسية القاعدة الراسخة للعلاقة بين الدولتين بصورة أبدية غير قابلة للتغيير.

### المعاهدات ذات الصلة بين الاتحاد السوفيتي ولاتفيا
قبل الحرب العالمية الثانية، وقعّت جمهورية لاتفيا والاتحاد السوفيتي على المعاهدات التالية:

#### ميثاق كيلوغ-برييان
أعلن ميثاق كيلوغ برييان المُوقّع في 27 أغسطس 1928 نبذ الحرب بصفتها أداة للسياسة الوطنية.

#### معاهدة عدم الاعتداء
بين لاتفيا والاتحاد السوفيتي في 5 فبراير 1932.

#### اتفاقية تعريف العدوان
وُضع تعريف للعدوان في معاهدة ملزمة وُقّعت في السفارة السوفيتية في لندن من قبل الاتحاد السوفيتي وغيره من الدول مثل لاتفيا، في 3 يوليو 1933، في سابقة لم يشهد تاريخ العلاقات الدولية مثيلًا لها.
تحدد المادة الثانية أشكال العدوان، إذ تُنسب صفة المعتدي إلى دولة ما في حال مبادرتها أولًا بارتكاب أحد الأفعال التالية:
الفصول ذات الصلة:
- الفصل الثاني: غزو القوات المسلحة التابعة لدولة ما دولة أخرى حتى دون إعلان الحرب عليها.
- الفصل الرابع: الحصار البحري لسواحل أو موانئ دولة أخرى.

## 1939-1940: الطريق إلى فقدان الاستقلال

### معاهدة عدم الاعتداء الألمانية-اللاتفية
جرى التوقيع على معاهدة عدم الاعتداء الألمانية اللاتفية في برلين في 7 يونيو 1939. في ضوء التقدم الألماني شرقًا، طالبت الحكومة السوفيتية بضمانة أنجلو فرنسية لاستقلال دول البلطيق، خلال مفاوضاتها الهادفة إلى إقامة تحالف بينها والقوى الغربية. قررت الحكومتان اللاتفية والإستونية -اللتان لطالما شككتا بالنوايا السوفيتية- قبول معاهدة عدم اعتداء متبادلة مع ألمانيا. وقّع كل من وزير خارجية لاتفيا فيلهيلمز مونترز ويواخيم فون ريبنتروب على معاهدتي عدم اعتداء ألمانية إستونية وألمانية لاتفية في برلين في 7 يونيو 1939. استقبل أدولف هتلر مبعوثي إستونيا ولاتفيا في اليوم التالي، وأكّد خلال هذه المقابلات على الحفاظ على الروابط التجارية بين ألمانيا ودول البلطيق وتعزيزها. تبادل الألمان واللاتفيون صكوك توثيق المعاهدة في برلين في 24 يوليو 1939 وأصبحت سارية المفعول في اليوم ذاته. سُجّلت المعاهدة في سلسلة معاهدات عصبة الأمم في 24 أغسطس 1939.

### معاهدة عدم الاعتداء الألمانية السوفيتية
تضمن اتفاق مولوتوف ريبنتروب -الموقَّع في 23 أغسطس 1939- بروتوكولات سرية لتقسيم الأراضي بين ألمانيا والاتحاد السوفيتي. وفقًا لهذه البروتوكولات، أصبحت فنلندا وإستونيا ولاتفيا وبيسارابيا تحت أنظار الاهتمام السوفيتي، بينما شملت الأطماع الألمانية كلًا من بولندا وليتوانيا. لم يُقرّ الاتحاد السوفيتي رسميًا بوجود هذه البروتوكولات، لكن أثمر ضغط دول البلطيق السوفيتية في الحصول على اعتراف من مجلس نواب الشعب السوفيتي رسميًا في 24 ديسمبر 1989، إذ أقرّ بوجود تلك الصفقات السرية وأدانها باعتبارها غير شرعية وباطلة منذ بدايتها.

### غزو بولندا
غزت ألمانيا النازية بولندا في 1 سبتمبر 1939. عبّرت فرنسا وبريطانيا -اللتان كانتا ملزمتين وفق معاهدة بحماية بولندا- عن رفضهما وطالبتا عبر مذكرات احتجاج بانسحاب الألمان. بعد التردد الفرنسي البريطاني، تصرفت بريطانيا بصورة فردية وأصدرت إنذارًا مدة ساعتين في الساعة التاسعة من صباح يوم 3 سبتمبر، ما اضطر فرنسا إلى اللحاق بحليفها البريطاني، وإصدار إنذار خاص بها. على أي حال، أكّدت المؤتمرات العسكرية المشتركة بين الحلفاء في الفترة الممتدة بين الرابع والسادس من سبتمبر عجز الحلفاء عن دعم جبهة شرقية في بولندا، على الرغم من ذيوع التصريحات التي تفيد بوجود حالة حرب مع ألمانيا. طلبت فرنسا بعدها من بريطانيا عدم قصف ألمانيا، خوفًا من الانتقام العسكري ضد السكان الفرنسيين. لم يكن من المزمع اتخاذ أي إجراءات، لتجنب نقل الألمان قواتهم إلى الجبهة الغربية. صرّح تشامبرلين في 12 سبتمبر: «لا داعي للعجلة لأن الوقت في صالحنا». اكتمل التخلي عن بولندا بحلول ذلك الوقت.
تقدم ستالين بعدها إلى الأمام مستندًا إلى الجزء الخاص به من المعاهدة، وأمر الجيش الأحمر في 17 سبتمبر بعبور الحدود السوفيتية البولندية بموجب الضرورة المزعومة لحماية البيلاروسيين والأوكرانيين الموجودين في الأراضي البولندية، التي قال السوفييت إنها «لم تعد موجودة» في أعقاب النجاحات الألمانية. اقترح ستالين بعدها «مقايضةً» على هتلر لحل «مشكلة البلطيق». في 28 سبتمبر 1939، تقاسم الجانبان الألماني والسوفيتي بولندا عبر توقيع اتفاقية لترسيم الحدود، تضمنت كسابقتها بروتوكولًا سريًا يقضي بتسليم ليتوانيا إلى ستالين في مقابل محافظتين بولنديتين لصالح الألمان. بعد فترة وجيزة، تحديدًا في 3 أكتوبر 1939، اقترح السفير الألماني لدى الاتحاد السوفيتي -فريدريش فيرنر فون دير شولنبرغ- على مولوتوف تأجيل التغييرات في رسم حدود الأراضي الليتوانية حتى «يضم الاتحاد السوفيتي ليتوانيا، وهي فكرة بُنيت عليها الترتيبات المتعلقة بليتوانيا في بادئ الأمر حسبما أعتقد». وافق الاتحاد السوفيتي أيضًا على تعويض ألمانيا النازية بما يعادل 7500000 دولار ذهبي (أو 31500000 رايخ مارك) مقابل تنازل الرايخ عن «مطالبها» بالأراضي الليتوانية التي امتلكها تبعًا لاتفاقية 28 سبتمبر.
احتل الاتحاد السوفيتي حينها أكثر من نصف الأراضي البولندية بقليل، وأثبتت قوات الحلفاء عجزها عن التدخل العسكري على الجبهة الشرقية. لم يتبقَّ أي عوائق أمام ستالين لتحقيق أهدافه في منطقة البلطيق بالاتفاق مع هتلر.